# Drepanosticta
Drepanosticta – rodzaj ważek z rodziny Platystictidae.

## Podział systematyczny
Do rodzaju Drepanosticta zaliczane są następujące gatunki:

- Drepanosticta actaeon Laidlaw, 1934
- Drepanosticta acuta van Tol, 2005
- Drepanosticta adenani Dow & Reels, 2018
- Drepanosticta amboinensis van Tol, 2007
- Drepanosticta anascephala Fraser, 1933
- Drepanosticta annandalei Fraser, 1924
- Drepanosticta annulata (Selys, 1886)
- Drepanosticta antilope Theischinger & Richards, 2005
- Drepanosticta arcuata Lieftinck, 1934
- Drepanosticta aries Needham & Gyger, 1941
- Drepanosticta asahinai Sasamoto & Karube, 2007
- Drepanosticta attala Lieftinck, 1934
- Drepanosticta auriculata (Selys, 1878)
- Drepanosticta aurita van Tol, 2005
- Drepanosticta barbatula Lieftinck, 1940
- Drepanosticta bartelsi Lieftinck, 1937
- Drepanosticta batanta Kovács, Theischinger in Kovács, Theischinger, Juhász & Danyik, 2015
- Drepanosticta belyshevi Hämäläinen, 1991
- Drepanosticta berinchangensis Kemp, 1994
- Drepanosticta berlandi Lieftinck, 1939
- Drepanosticta bicolor van Tol, 2007
- Drepanosticta bicornuta (Selys, 1878)
- Drepanosticta bifida van Tol, 2007
- Drepanosticta bispina Fraser, 1932
- Drepanosticta brownelli (Tinkham, 1938)
- Drepanosticta burbachi Dow, 2013
- Drepanosticta carmichaeli (Laidlaw, 1915)
- Drepanosticta centrosaurus van Tol, 2005
- Drepanosticta ceratophora Lieftinck, 1974
- Drepanosticta claaseni Lieftinck, 1938
- Drepanosticta clados van Tol, 2005
- Drepanosticta clavata Lieftinck, 1932
- Drepanosticta conica (Martin, 1909)
- Drepanosticta crenitis Lieftinck, 1933
- Drepanosticta dendrolagina Lieftinck, 1938
- Drepanosticta dentifera Kimmins, 1936
- Drepanosticta dorcadion Lieftinck, 1949
- Drepanosticta draco Phan, Karube & Sasamoto, 2018
- Drepanosticta drusilla Lieftinck, 1934
- Drepanosticta dulitensis Kimmins, 1936
- Drepanosticta elaphos Theischinger & Richards, 2014
- Drepanosticta elongata Wilson & Reels, 2001
- Drepanosticta emtrai Dow, Kompier & Phan, 2018
- Drepanosticta ephippiata Lieftinck, 1937
- Drepanosticta eucera Lieftinck, 1949
- Drepanosticta exoleta Lieftinck, 1932
- Drepanosticta flavomaculata van Tol, 2005
- Drepanosticta floresiana Lieftinck, 1939
- Drepanosticta fontinalis Lieftinck, 1937
- Drepanosticta forficula Kimmins, 1936
- Drepanosticta furcata van Tol, 2005
- Drepanosticta gazella Lieftinck, 1929
- Drepanosticta gazelle Theischinger & Richards, 2017
- Drepanosticta halmahera van Tol, 2007
- Drepanosticta halterata (Brauer, 1868)
- Drepanosticta hamadryas Laidlaw, 1931
- Drepanosticta hamalaineni Villanueva, Van Der Ploeg & Van Weerd, 2011
- Drepanosticta hamulifera van Tol, 2007
- Drepanosticta hansruedii Phan, 2021
- Drepanosticta hermes van Tol, 2005
- Drepanosticta hongkongensis Wilson, 1997
- Drepanosticta inconspicua Lieftinck, 1938
- Drepanosticta inversa Lieftinck, 1949
- Drepanosticta johncanni Theischinger, Richards & Toko, 2018
- Drepanosticta jurzitzai Hämäläinen, 1999
- Drepanosticta karubei Phan, 2020
- Drepanosticta khaochongensis Asahina, 1984
- Drepanosticta kosterini Dow, 2017
- Drepanosticta krios van Tol, 2005
- Drepanosticta krugeri Laidlaw, 1926
- Drepanosticta leonardi Villanueva, Gapud & Lin, 2011
- Drepanosticta lepyricollis Lieftinck, 1949
- Drepanosticta lestoides (Brauer, 1868)
- Drepanosticta luzonica van Tol, 2005
- Drepanosticta lymetta Cowley, 1936
- Drepanosticta machadoi Theischinger & Richards, 2014
- Drepanosticta magna Wilson & Reels, 2003
- Drepanosticta makilingia Gapud, 2006
- Drepanosticta malleus van Tol, 2005
- Drepanosticta marsyas Lieftinck, 1965
- Drepanosticta megametta Cowley, 1936
- Drepanosticta misoolensis van Tol, 2007
- Drepanosticta moluccana Lieftinck, 1938
- Drepanosticta monoceros Lieftinck, 1965
- Drepanosticta moorei van Tol & Müller, 2003
- Drepanosticta mylitta Cowley, 1936
- Drepanosticta myzouris van Tol, 2005
- Drepanosticta obiensis van Tol, 2007
- Drepanosticta palauensis Lieftinck, 1962
- Drepanosticta pan Laidlaw, 1931
- Drepanosticta pararudicula Theischinger, Lupiyaningdyah & Richards, 2015
- Drepanosticta penicillata van Tol, 2007
- Drepanosticta philippa Lieftinck, 1961
- Drepanosticta pistor van Tol, 2005
- Drepanosticta psygma van Tol, 2007
- Drepanosticta pterophora Theischinger & Richards, 2014
- Drepanosticta pytho Lieftinck, 1937
- Drepanosticta quadrata (Selys, 1860)
- Drepanosticta quadricornu van Tol, 2005
- Drepanosticta rahmani Dow, Choong & Ng, 2017
- Drepanosticta rhamphis van Tol, 2005
- Drepanosticta robusta Fraser, 1926
- Drepanosticta rudicula van Tol, 2007
- Drepanosticta rufostigma (Selys, 1886)
- Drepanosticta sbong Dow, 2010
- Drepanosticta schorri Villanueva, 2011
- Drepanosticta sembilanensis van Tol, 2007
- Drepanosticta seramensis van Tol & Bedjanič, 2018
- Drepanosticta sharpi (Laidlaw, 1907)
- Drepanosticta siebersi Fraser, 1926
- Drepanosticta silenus Laidlaw, 1934
- Drepanosticta simuni Dow & Orr, 2012
- Drepanosticta siu van Tol, 2007
- Drepanosticta spatulifera Lieftinck, 1929
- Drepanosticta sugbo Villanueva & Seidenschwarz, 2012
- Drepanosticta sumatrana Sasamoto & Karube, 2007
- Drepanosticta sundana (Krüger, 1898)
- Drepanosticta taurulus Theischinger & Richards, 2005
- Drepanosticta taurus Needham & Gyger, 1941
- Drepanosticta tenella Lieftinck, 1935
- Drepanosticta trachelocele van Tol, 2005
- Drepanosticta trimaculata Lieftinck, 1939
- Drepanosticta vietnamica Asahina, 1997
- Drepanosticta viridis Fraser, 1922
- Drepanosticta watuwilensis van Tol, 2007
- Drepanosticta wildermuthi Villanueva & Schorr, 2011
- Drepanosticta zhoui Wilson & Reels, 2001